# Sirné bakterie

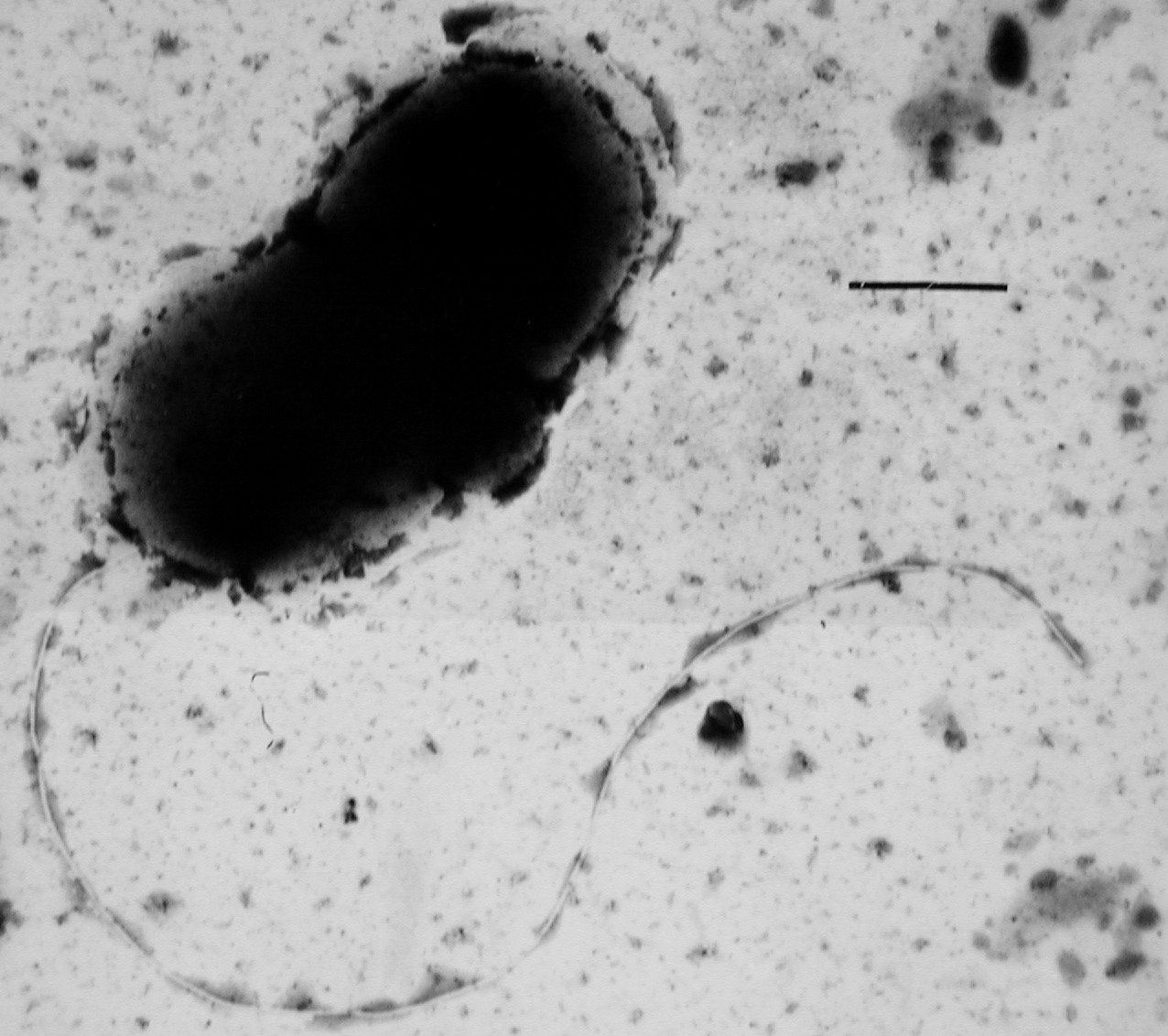
Desulfovibrio vulgaris je nejlépe prostudovaná bakterie, která redukuje sírany; měří několik mikrometrů

Sirné bakterie jsou heterogenní skupinou bakterií, v jejichž energetickém metabolismu hraje důležitou roli síra či její anorganické sloučeniny. Některé sirné bakterie síru a její sloučeniny redukují, jiné oxidují. Sirné bakterie se významně podílí na koloběhu síry v přírodě.
Bakterie oxidující síru oxidují elementární síru či její anorganické sloučeniny, a to za účelem získání energie. Oxidací elementární síry a sirovodíku na sírany vznikají meziprodukty jako thiosírany, tetrathionáty a siřičitany. Do celého procesu oxidace je zahrnuta tvorba ATP (oxidativní fosforylací). Bakterie redukující síru jsou druhy, které používají sirné sloučeniny (například sírany) jako elektronové akceptory – podobně jako například živočichové dýchají kyslík, tyto bakterie k tomu používají sírany.

## Klasifikace
Konvenční klasifikace, která však je z taxonomického hlediska zastaralá, rozděluje sirné bakterie na několik základních skupin:
- Chlorobacteriaceae — fotosyntetizující zelené, Chlorobiota
- Rhodothiobacteria — fotosyntetizující červené, sirné purpurové bakterie z kmene Proteobacteria
- Leucothiobacteria — nefotosyntetizující bezbarvé

Ve skutečnosti patří mnoho sirných bakterií například do delta skupiny proteobakterií (řády Desulfobacterales, Desulfovibrionales a Syntrophobacterales), mnohé zelené sirné bakterie jsou v kmeni Chlorobiota, několik termofilních sirných bakterií je v samostatném kmeni Thermodesulfobacteriota, mimo to jsou některé sirné bakterie v kmeni Nitrospirota a také ve Firmicutes (čeleď Peptococcaceae). Některé sirné bakterie nejsou ve skutečnosti bakterie, ale [[archebakterie]], jako například rod Archaeoglobus.